# Francis D. Murnaghan
Francis D. Murnaghan (anglès: Francis Dominic Murnaghan)  (Omagh, 4 d'agost de 1893 - Baltimore, 24 de març de 1976) va ser un matemàtic nord-irlandès nacionalitzat nord-americà.

## Vida i Obra
Murnagan va estudiar a la seva localitat natal d'Omagh fins al 1910 en que va ingressar al University College Dublin on es va graduar el 1914, obtenint una beca per ampliar estudis a l'estranger. Tot i que, inicialment, volia anar a Alemanya, l'esclat de la Primera Guerra Mundial li ho va impedir i va fer l'ampliació d'estudis a la universitat Johns Hopkins de Baltimore (Estats Units), on va obtenir el doctorat el 1916 sota la direcció de Frank Morley, tot i que amb una clara influència d'Harry Bateman.
Després de dos anys donant classes a l'Institut Rice (Texas), el 1918 es va incorpora com a professor de la Johns Hopkins, de la qual va ser director del departament de matemàtiques a partir de 1928. El 1949 va deixar Baltimore per a ser el primer professor de matemàtiques del Instituto Tecnológico de Aeronáutica de Sao Paulo (Brasil) on va romandre deu anys. El 1959, retornat a Baltimore, va treballar pel David Taylor Model Basin, una institució de recerca naviliera. Va morir a Baltimore el 1976.
Murnaghan és recordat pel mètode combinatori per calcular els valors irreductibles dels grups simètrics (avui conegut com a regla de Murnaghan-Nakayama) i pels seus treballs de mecànica. Va publicar una dotzena de llibres i més de setanta articles científics.